# North Queensferry
North Queensferry is een plaats in het bestuurlijke gebied Fife, Schotland, en ligt aan de Firth of Forth tussen de Forth Bridge, de Forth Road Bridge en de Queensferry Crossing op 16 km ten noordwesten van Edinburgh. Aan de zuidelijke kant van deze bruggen ligt South Queensferry, dat ook kortweg Queensferry wordt genoemd, aangezien South Queensferry het grootste van de twee nederzettingen is. 
In het dorp staan de ruïnes van de kleine St James Chapel, die uit de 14de eeuw dateert en een kerkhofje heeft. North Queensferry heeft de kleinste nog in gebruik zijnde vuurtoren van Schotland, die in de 19de eeuw dienstdeed als baken voor de veerbootjes tussen beide Queensferry’s, totdat in 1890 de spoorwegbrug geopend werd. Heden ten dage is deze vuurtoren een toeristische attractie. In 1993 werd in het dorp het aquarium Deep Sea World geopend.

## Verkeer en vervoer
- Station North Queensferry
- M90